# Scott Matlock
Scott Matlock (Homedale, Idaho; 28 de junio de 2000) es un jugador profesional estadounidense de fútbol americano, se desempeña en la posición de defensive tackle en Los Angeles Chargers, en la National Football League (NFL).

## Carrera
Hizo su debut profesional con el equipo Los Angeles Chargers, lleva jugando una temporada, comenzó en el 2023.